# عرطوز
 عرطوز قرية سوريّة تتبع إداريّاً لمحافظة ريف دمشق منطقة قطنا ناحية حران عرطوز، بلغ تعداد سكانها 6,298 نسمة حسب التعداد السكاني لعام 2000.

## السكان
يبلع عدد السكان في بلدة عرطوز 10 ألف نسمة وذلك بحسب إحصائيات عام 2006 م - 2007 م وهم على ثلاثة أشكال:
- سكان أصليون
- سكان الجولان المحتل
- دمشقيون

## أصل التسمية
عرطوز كلمة سريانية في الأصل، معناها «تنحى عن الطريق»، وذلك نظراً إلى موقعها الجغرافي سابقاً، كون البلدة كانت على جبل مطلٍّ على موقعها الحالي قبل الزلزال الكبير. ويُعتقد أنها ظهرت قبل مرور القديس بولس الرسول منها الذي ارتبط اسم الديرّ به، أي أن التسمية ظهرت بعد ولادة السيد المسيح، وتعني «البلدة المتنحية».
ويحكى ان كلمة «عرطوز» تعني رائحة التفاح..وأن الجبل المشرف على البلدة كان يسمى جبل التفاح..

### السكان ونشاطاتهم
كان سكان عرطوز قديما يسكنون الجبل القريب منها والمتواجد شمال غرب البلدة حالياً ويوجد به الآن آثار ما يسمى عرطوز الخراب وهي بقايا الدمار للبلدة القديمة بعد الزلزال الكبير وارتداداته في القرن الثامن عشر إبان الاحتلال العثماني من عام 1759 حتى عام 1761 الذي كثرت الأوبئة وأمراض خطيرة أهمها الكوليرا، ثم انتقل من تبقى منها على قيد الحياة من المسلمين والمسيحيين إلى ضفاف نهر الأعوج بعد تغير مساره بسبب الزلزال ولحاجتهم للماء من أجل الزراعة ومن أهم ما كان يزرعه سكان عرطوز الكرمة والمشمش 
أما في الوقت الحاضر فيهتم الأهالي بزراعة الزيتون والقمح والحبوب بأنواعها.
ولعل أبرز نشاط (اقتصادي) في عرطوز حالياً ارتبط بعصر الفساد ما بعد 1970 هو النمط الاستهلاكي غير المنتج مثل العمران والمتاجرة بالعقارات

## موجز تاريخي
كانت بلدة عرطوز قديماً عبارة عن مجموعة من المنازل المترامية على جبلٍ يقع شمال غرب البلدة، وكانت أراضيها تمتد من المعضمية إلى صحنايا إلى قطنا، إلى أن حصل الزلزال الكبير في منتصف القرن الثامن عشر، فنزل من تبقى على قيد الحياة من هذه المنطقة التي باتت تُعرف ب عرطوز الخراب إلى موقعها الحالي الذي يبتعد عن موقعها القديم حوالي 2000 متر.
وفي أواخر القرن الثامن عشر بعد عام 1794 وأوائل القرن التاسع عشر وبعد ما يسمى الحرب الأهلية في جبل لبنان هاجر مجموعة من السكان واحتضنتهم عرطوز وشكلوا ما يسمى عرطوز الجديدة على حساب أراضي عرطوز وهي تعرف الآن بِ جديدة عرطوز المؤلفة من المسلمين والمسيحيين والدروز حيث انتقل مسيحيو عرطوز للسكن في جديدة عرطوز بعد انشائها، وبعد هزيمة حزيران 1967 بحوالي 10 سنوات تم إحداث تجمع جديد ضمن أراضي عرطوز أيضاً باسم جديدة الفضل وتقع غرب جديدة عرطوز الحالية. 
قاومت عرطوز جميع أشكال الطغيان التي عبرت وزالت ومنها:
السلاجقة، المماليك، العثمانيون، الفرنسيون.
وكان للتعليم دور مؤثر تاريخياً بوجودها وبنفس الوقت محاولة الطواغيت القضاء على أي روح مقاومة لدى أهلها، وكان آخرهم استبداد آل الأسد الذي ارتبط وجودهم زوراً وكذباً بشعارات وطنية وقومية وخاصةً ركوبهم لأهداف ما يسمى حزب البعث وصولاً إلى ثورة الكرامة التي انطلقت في 15 آذار 2011 .
عرطوز من اولى المناطق التي انضمت لصفوف الثورة السورية ثورة الكرامة فخرجت أول مظاهرة من جامع أبو بكر الصديق تهتف لدرعا في في 25 آذار 2011 والتقت مع مظاهرة أخرى من حي الضهرة في البلدة والتي حاول النظام وعلى مدى عدة سنوات قبل الثورة ببث روح الفتنة والغرائز بين أهل عرطوز البلد وحي الضهرة باعتبار أن أغلب سكان حي الضهرة من أخوتنا النازحين من الجولان المحتل فاندمجت هاتين المظاهرتين لتشكل مظاهرة واحدة وتقطع الطريق على الفتنة والفتن التي حاول النظام زرعها مع كلاب حراسته وجواسيسه الذين يعرفون ب العواينية واصبحت من المناطق الثائرة على النظام فما كان من النظام الا ان حاول اخماد الثورة فيها فتعرضت عدة مرات للقمع من قبل شبيحة النظام بهدف السرقة واطلاق النار لترويع الاهالي وصولاً إلى المداهمات الكبيرة وكان أولها في حزيران 2011 وتكررت في تموز وآب وأيلول من نفس العام وأصبحت عادة لدى أجهزة القمع لملاحقة المارة في الشوارع بشكل يومي وصولاً إلى قصف حي الضهرة لمدة شهرين متواصلين واقتحامه في تشرين الأول 2012 وتدميره وسرقته وتم استشهاد عدد كبير من أبناءه، وبنفس الشهر قام النظام باقتحام عرطوز البلد من جديد أيضاً وقام بسرقة وتدمير عدد كبير من المنازل وتم استشهاد عدد آخر من أهل البلدة، ووضعت الحواجز التي تعترض حركة المواطنين وآلياتهم وتم سدّ جميع المنافذ من وإلى عرطوز بما في ذلك حي الضهرة وصولاً إلى نيسان 2013 حيث تم اجتياح حوالي 90% من المنازل فحرق بعضها بعد سرقته وأُجبر جميع المواطنون على مغادرة البلدة تحت تهديد السلاح من الشبيحة الإرهابيين المرتزقة وجيش الارهاب الأسدي إلا من ارتضى لنفسه أن يكون من عواينية النظام.
استمرت الحملة عدة أيام مما اضطر أغلب المواطنين ممن لم يعتقل أو يستشهد إلى مغادرة البلدة أو لخارج سورية.